# Ljoedmyla Nazarenko
Ljoedmyla Ihorivna Nazarenko (Oekraïens: Людмила Ігорівна Назаренко; meisjesnaam: мудрик; Moedryk) (Kiev, 13 maart 1967) was een Oekraïense basketbalspeelster die uitkwam voor het nationale team van Oekraïne.

## Carrière
Nazarenko begon haar carrière bij Dinamo Kiev. Met Dinamo won ze het laatste Landskampioenschap van de Sovjet-Unie in 1991. In 1992 won ze met Dinamo het Landskampioenschap van het GOS. In 1988 won ze met Dinamo de European Cup Liliana Ronchetti. Ze wonnen van Deborah Milano uit Italië met 100-83. In 1992 verloor ze met Dinamo de finale om de EuroLeague Women van Dorna Godella Valencia uit Spanje met 56-66. Ze won met Dinamo vijf keer het Landskampioenschap van Oekraïne in 1992, 1993, 1994, 1995 en 1996.
Met Oekraïne speelde Nazarenko op het Europees Kampioenschap van 1995. Ze won de gouden medaille. Ook speelde ze met Oekraïne op de Olympische Zomerspelen in 1996 waar ze als vierde eindigde.

## Erelijst
- Landskampioen Sovjet-Unie: 1
  - Winnaar: 1991
- Landskampioen GOS: 1
  - Winnaar: 1992
- Landskampioen Oekraïne: 5
  - Winnaar: 1992, 1993, 1994, 1995, 1996
- EuroLeague Women:
  - Runner-up: 1992
- European Cup Liliana Ronchetti: 1
  - Winnaar: 1988
- Europees Kampioenschap: 1
  - Goud: 1995